# Southland Sharks
Pour les articles homonymes, voir Sharks (homonymie).
Maillots
Les Southland Sharks sont un club néo-zélandais de basket-ball basé à Invercargill. Il appartient la National Basketball League, le plus haut niveau en Nouvelle-Zélande. 

## Palmarès
- National Basketball League : 2013, 2015, 2018

## Entraîneurs successifs
- 2013-2015 :  Paul Henare
- 2016-2019 :  Judd Flavell
- 2020- :  Rob Beveridge